# متحف رزان هاس
متحف رزان هاس هو متحف خاص في إسطنبول تركيا، مخصص للثقافة والفنون. حيث قامت السيدة رزان، زوجة رجل الأعمال التركي الأثري قادر هاس، بتأسيس المتحف في مايو 2007، ويتكون المتحف من ثلاثة مبانٍ تاريخية: أولها صهريج بيزنطي من الحادي عشر، وحمام عثماني يعود إلى القرن السابع عشر (حمام تركي)، ومصنع سجائر وتبغ في السابق في القرن العشرين، ويعتبر واحد من الأماكن السياحية في إسطنبول.

## موقع متحف رزان هاس
يقع متحف رزان هاس في مبنى تاريخي في سيبالي (Cibali) في حي الفاتح على الشاطئ الجنوبي لخليج القرن الذهبي بالقرب من العديد من المعالم الهامة مثل كنيسة البطريركية الأرثوذكسية اليونانية (كنيسة St. George Church) أحياء فنر وبلاط، دير بانتوكراتور مسجد زايرك (Zeyrek Mosque)، وقناة الماء المرفوع Valens Aqueduct، وتعتبر هذه المعالم من الأماكن السياحية في تركيا.

## محتويات متحف رزان هاس
يحتوي متحف رزان هاس في إسطنبول على مجموعة أثرية غير اعتيادية للغاية حيث تحتوي على الآلاف من القطع والأشياء التي يرجع تاريخها إلى العصر الحجري الحديث وحتى القرن العشرين أي ان المتحف يضم حوالي 9000 عام في داخله، يوفر المتحف مساحة للمعارض داخل مبنى جامعة قادر هاس، كما وقد نال هذا المتحف جائزة الاتحاد الأوروبي للتراث الثقافي.

## بناء المتحف
يتكون المتحف من صهريج يعود تاريخه إلى القرن الحادي عشر يسمى "Karanlık çeşme" (حرفياً: "The Dark Fountain")، وهو أحد المباني البيزنطية القليلة خارج أسوار القسطنطينية على طول القرن الذهبي، كما يحتوي على جزء مهم آخر وهو خراب حمام عثماني من القرن السابع عشر من العصر العثماني، والذي يقع في الجزء العلوي من الصهريج.